# Plankton-Expedition

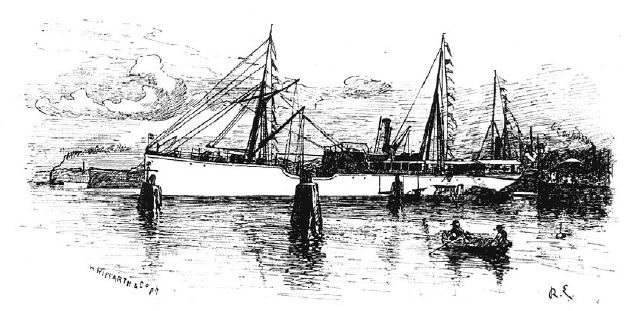
Der Dampfer National vor dem Auslaufen zur Plankton-Expedition am 14. Juli 1889 in Kiel

Teilnehmer an der Plankton-Expedition

Die Plankton-Expedition im Jahre 1889 war eine deutsche ozeanographische Forschungsreise mit dem Dampfer National und weltweit die erste, die sich schwerpunktmäßig mit dem Plankton befasste. Sie diente dem Ziel, die Verteilung des Planktons im Atlantik qualitativ und quantitativ zu erfassen.
Expeditionsleiter war der Vorsitzende der Preußischen Meereskommission, der Kieler Meeresbiologe Victor Hensen. Er hatte 1887 den Begriff „Plankton“ eingeführt.

## Finanzierung
Es gelang Hensen, die beachtliche Summe von 105.600 Mark für die Expedition einzuwerben. Davon hatte die Preußische Akademie der Wissenschaften 24.600 Mark aus den Mitteln der Alexander-von-Humboldt-Stiftung beigetragen. 70.000 Mark stammten aus dem kaiserlichen Dispositionsfonds, weitere 10.000 Mark stiftete die Sektion für Küsten- und Hochseefischerei des Deutschen Fischereivereins, und ein Betrag von 1.000 Mark war von unbekannter privater Seite zur Mitnahme eines Marinemalers gespendet worden. Die wirklichen Kosten der Expedition beliefen sich am Ende auf 70.000 Mark.

## Teilnehmende Wissenschaftler
- Victor Hensen, Physiologe
- Karl Brandt, Zoologe
- Franz Schütt, Botaniker
- Friedrich Dahl, Zoologe
- Otto Krümmel, Geograph
- Richard Eschke, Marinemaler
- Bernhard Fischer, Mediziner und Meeresmikrobiologe

## Verlauf

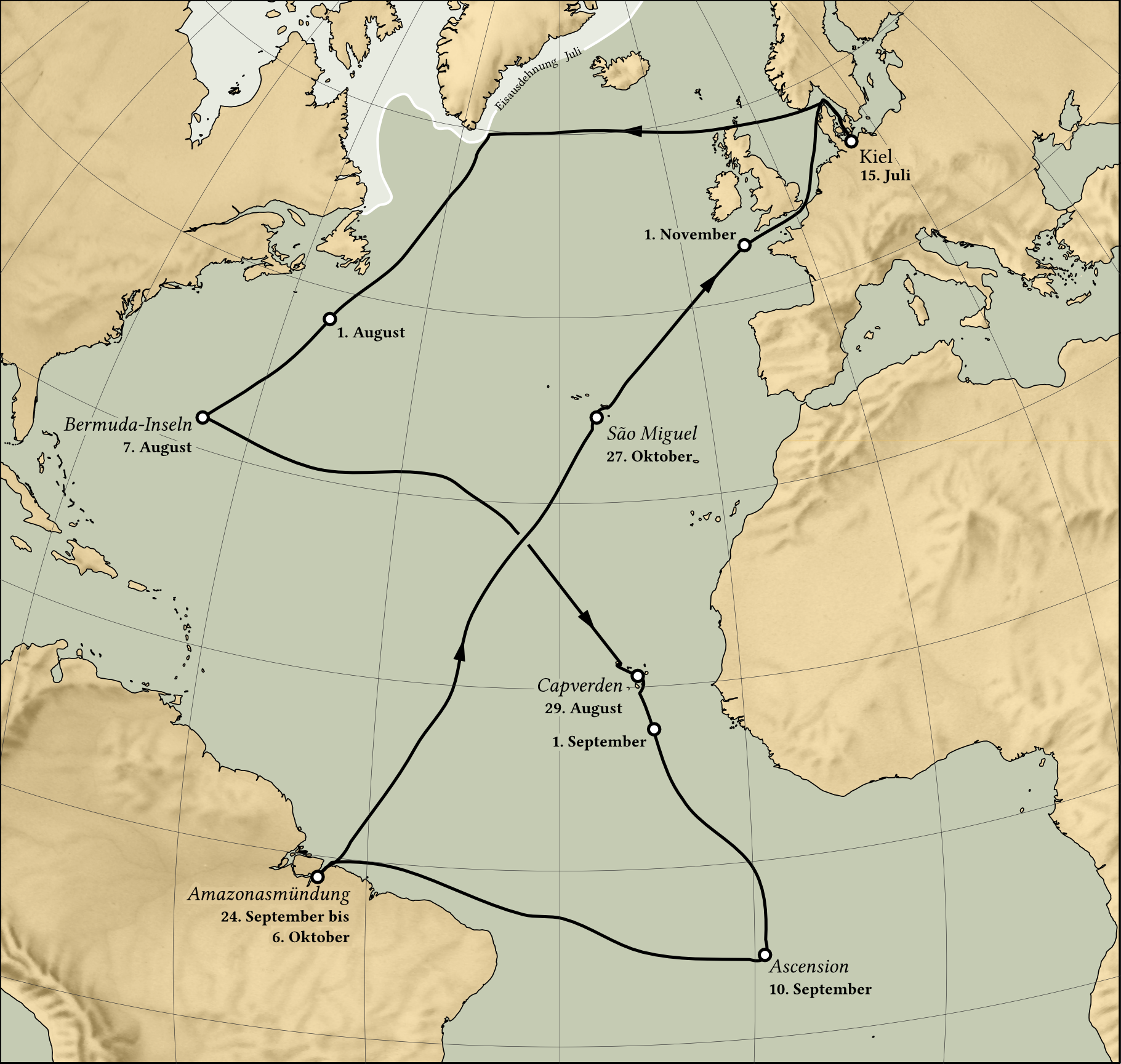
Route der Plankton-Expedition

Das Schiff verließ Kiel unter dem Kommando von Kapitän Heeckt am 15. Juli 1889 und passierte die Orkney-Inseln am 19. Juli. Dem 60. Breitengrad folgend erreichte es am 26. Juli die Südspitze Grönlands, wo es die Fahrt in Richtung Neufundland fortsetzte, das am 31. Juli passiert wurde. Von dort gelangte der Dampfer zu den Bermuda-Inseln und folgte ab dem 10. August dem 31. Breitengrad durch das Sargassomeer nach Osten. Bei Erreichen des 40. Längengrades wurde, den Nordäquatorialstrom schneidend, Kurs auf die Kapverdischen Inseln genommen. Am 28. August war die Expedition auf der Höhe von São Vicente, durchquerte den Guineastrom und passierte am 7. September den Äquator bei 15° westlicher Länge. In Richtung Süden weiterfahrend wurde am 12. September der südlichste Punkt bei der Insel Ascension erreicht. Anschließend überquerte das Schiff den Atlantik durch den Südäquatorialstrom in Richtung Westen und gelangte, die brasilianische Inselgruppe Fernando de Noronha passierend, am 23. September zur Mündung des Amazonas. Beim Versuch, in den Amazonas einzufahren, lief das Schiff auf eine Sandbank, wobei der Propeller beschädigt wurde. Nach Abschluss der notwendigen Reparaturarbeiten begab sich die Expedition am 8. Oktober auf die Heimreise. Wegen erneuter Probleme mit dem Antrieb musste das Schiff am 22. Oktober den Hafen von Ponta Delgada auf der Azoren-Insel São Miguel anlaufen. Die Reise konnte erst am 27. Oktober fortgesetzt werden. Am 7. November kehrte die Expedition nach einer zurückgelegten Strecke von 15.649 Seemeilen nach Kiel zurück.

## Wissenschaftliche Arbeiten und Ergebnisse

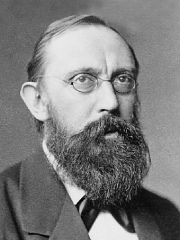
Victor Hensen

Wie bei früheren meereskundlichen Expeditionen bestand ein großer Teil der wissenschaftlichen Arbeit darin, Meeresorganismen zu fangen und zu beschreiben. Dazu wurden mit horizontalen Netzen 110 Fänge in der Nähe der Wasseroberfläche durchgeführt. Bei 33 Schließnetzzügen konnten Fänge aus Tiefen bis zu 3500 Metern eingebracht werden. Durch die Fokussierung auf das Plankton ergänzte die Expedition sich gut mit der britischen Challenger-Expedition von 1872 bis 1876, die sich vor allem mit den Lebewesen der Tiefsee beschäftigt hatte.
Die wissenschaftliche Herangehensweise Hensens an die Planktonforschung unterschied sich insofern von denen früherer ozeanographischen Expeditionen, als er bestrebt war, zu einer genauen quantitativen Beschreibung zu gelangen. An 126 Stellen des Atlantiks wurden mit eigens entwickelten sehr feinmaschigen Seidennetzen, die auch kleinste planktonische Organismen zurückhalten sollten, Stichproben des Planktons genommen, indem dieses vollständig aus einer Wassersäule von 200 Metern Tiefe bis zur Wasseroberfläche herausgefiltert wurde. Anschließend wurden Masse und Volumen des Fangs gemessen und die Anzahl der Organismen jeder enthaltenen Art ausgezählt. Mit Hilfe statistischer Methoden konnten auf diese Weise erste Abschätzungen über die Menge und Zusammensetzung des Planktons des gesamten Atlantischen Ozeans vorgenommen werden. Ein für die damalige Fachwelt überraschender Befund war, dass sich die kalten arktischen Teile des Ozeans in der Planktonproduktion als deutlich ergiebiger erwiesen als die warmen tropischen. Hensen erklärte das durch einen Mangel an Nahrung in den tropischen küstenfernen Gewässern.
Etwas im Schatten der meeresbiologischen Untersuchungen standen die von Otto Krümmel durchgeführten geodätischen, meteorologischen und geophysikalischen Arbeiten. So wurde mehrmals die Meerestiefe mit einer Lotmaschine nach Sigsbee bestimmt. Krümmel nahm auch regelmäßig Wetterbeobachtungen (Temperatur, Luftdruck, Luftfeuchte, Windgeschwindigkeit, Wolkenform) vor. Darüber hinaus nahm er vertikale Temperaturprofile des Meeres auf und bestimmte die Farbe des Wassers durch Vergleich mit einer genormten Farbskala. Besonderen Wert legte er auf die Messung des Salzgehalts des Meerwassers. Neben der chemischen Analyse (Chlortitrierung) führte er Dichtemessungen mit Aräometern durch. Zusätzlich experimentierte er mit einem von der Firma Carl Zeiss gelieferten Abbe-Refraktometer, mit dem sich der Salzgehalt anhand des Brechungsindex bestimmen ließ.
Die Bearbeitung des umfangreichen gesammelten Materials durch dreiundzwanzig Wissenschaftler dauerte mehrere Jahre und wurde in fünf Bänden aus insgesamt 52 Lieferungen publiziert.